# 5277 Brisbane
5277 Brisbane è un asteroide della fascia principale. Scoperto nel 1988, presenta un'orbita caratterizzata da un semiasse maggiore pari a 2,3041717 UA e da un'eccentricità di 0,1416495, inclinata di 8,57933° rispetto all'eclittica.
L'asteroide è dedicato all'omonima città australiana capitale del Queensland, a sua volta battezzata in onore di Thomas Makdougall Brisbane, governatore del Nuovo Galles del Sud, allora colonia britannica, nonché astronomo fondatore del primo osservatorio in Australia.